# Chris Noonan
Chris Noonan est un réalisateur, scénariste et producteur australien né le 14 novembre 1952 à Sydney (Australie). Il est notamment à l'origine de la célèbre publicité pour le chocolat Milka mettant en scène la fameuse marmotte.

## Filmographie

### comme Réalisateur
- 1973 : Bulls
- 1978 : Cass (TV)
- 1980 : Stepping Out
- 1984 : Cowra Breakout (feuilleton TV)
- 1987 : The Riddle of the Stinson (TV)
- 1987 : Vietnam (feuilleton TV)
- 1989 : Police State (TV)
- 1995 : Babe, le cochon devenu berger (Babe)
- 2006 : Miss Potter

### comme Scénariste
- 1973 : Bulls
- 1984 : Cowra Breakout (feuilleton TV)
- 1989 : Police State (TV)
- 1995 : Babe, le cochon devenu berger (Babe)

### comme Producteur
- 1999 : Feeling Sexy